# مؤنسه فارسی
مؤنسه بنت امیر علی فارسی (؟ - ۱۳۳۲) بانوی محدّث ایرانی در نیمهٔ اول سدهٔ هشتم هجری بود که بیشتر در مصر زیست و از شاگردان ابن علاق بود. 